# کیوسوکه هامائو
کیوسوکه هامائو (انگلیسی: Kyousuke Hamao؛ زادهٔ ۲۵ ژوئن ۱۹۹۱) بازیگر، خواننده، و مدل (شخص) اهل ژاپن است.